# Meyer-Hartmann-Reaktion
Die Meyer-Hartmann-Reaktion ist eine Namensreaktion in der Organischen Chemie, welche nach Christoph Hartmann und Victor Meyer benannt und im Jahre 1894 erstmals von ihnen beschrieben wurde. Bei der Reaktion bildet sich aus Iodoxybenzol und Iodosobenzol mithilfe des Reagenzes Silber(I)-oxid ein Diaryliodonium-Salz.

## Übersichtsreaktion
Iodoxybenzol 1 und Iodosobenzol 2 reagieren in Gegenwart von Silber(I)-oxid und Wasser zu einem Diaryliodonium-Salz, bestehend aus dem Diaryliod-Kation 3 und dem Iodat-Anion 4. Die Verbindungen 1 und 2 liegen dabei in gleichen stöchiometrischen Verhältnissen vor. Bei Silber(I)-oxid reichen katalytische Mengen zum Ablauf der Reaktion aus. Anstelle von Silber(I)-oxid kann auch Natriumhydroxid verwendet werden.

## Reaktionsmechanismus
Die Vorschläge bezüglich des Reaktionsmechanismus der Meyer-Hartmann-Reaktion sind nicht einheitlich. Im Folgenden wird der Vorschlag von Zerong Wang beschrieben, welcher erklärt, warum nur eine katalytische Menge von Silber(I)-oxid benötigt wird.
Zunächst bilden sich durch Hydratisierung von Silber(I)-oxid zwei Äquivalente Silberhydroxid.
{\displaystyle {\ce {Ag2O + H2O -> 2 AgOH}}}
Silberhydroxid greift an Iodoxybenzol 1 an, da in dieser Verbindung Iod eine höhere Oxidationszahl aufweist als in Iodosobenzol 5. Dies führt zur Bildung der Verbindung 2, wobei unter Abspaltung von Iodsäure 3 Phenylsilber 4 entsteht. Dieses lagert in einer Additionsreaktion an Iodosobenzol 5 unter Bildung der Verbindung 6 an, welche anschließend von der Iodsäure 3 protoniert wird. Neben dem Iodat-Anion 8 bildet sich die Verbindung 7, von welcher Silberhydroxid abgespalten wird, sodass schlussendlich das Diaryliodonium-Salz, bestehend aus 8 und 9, vorliegt.

## Anwendung
Das Produkt der Meyer-Hartmann-Reaktion, ein Diaryliodonium-Salz, findet eine breite Anwendung in der Industrie. Es kann z. B. als Photoinitiator dienen, da es unter Bestrahlung eine effiziente Spaltungsreaktion eingeht. Diese Eigenschaft wird beispielsweise in der Lithographie oder für Polymerisationsreaktionen genutzt.